# توماس إس. وندغرين
توماس إس. وندغرين (بالإنجليزية: Thomas S. Lundgren)‏ هو أستاذ جامعي أمريكي، ولد في 1935.